# Rokonság

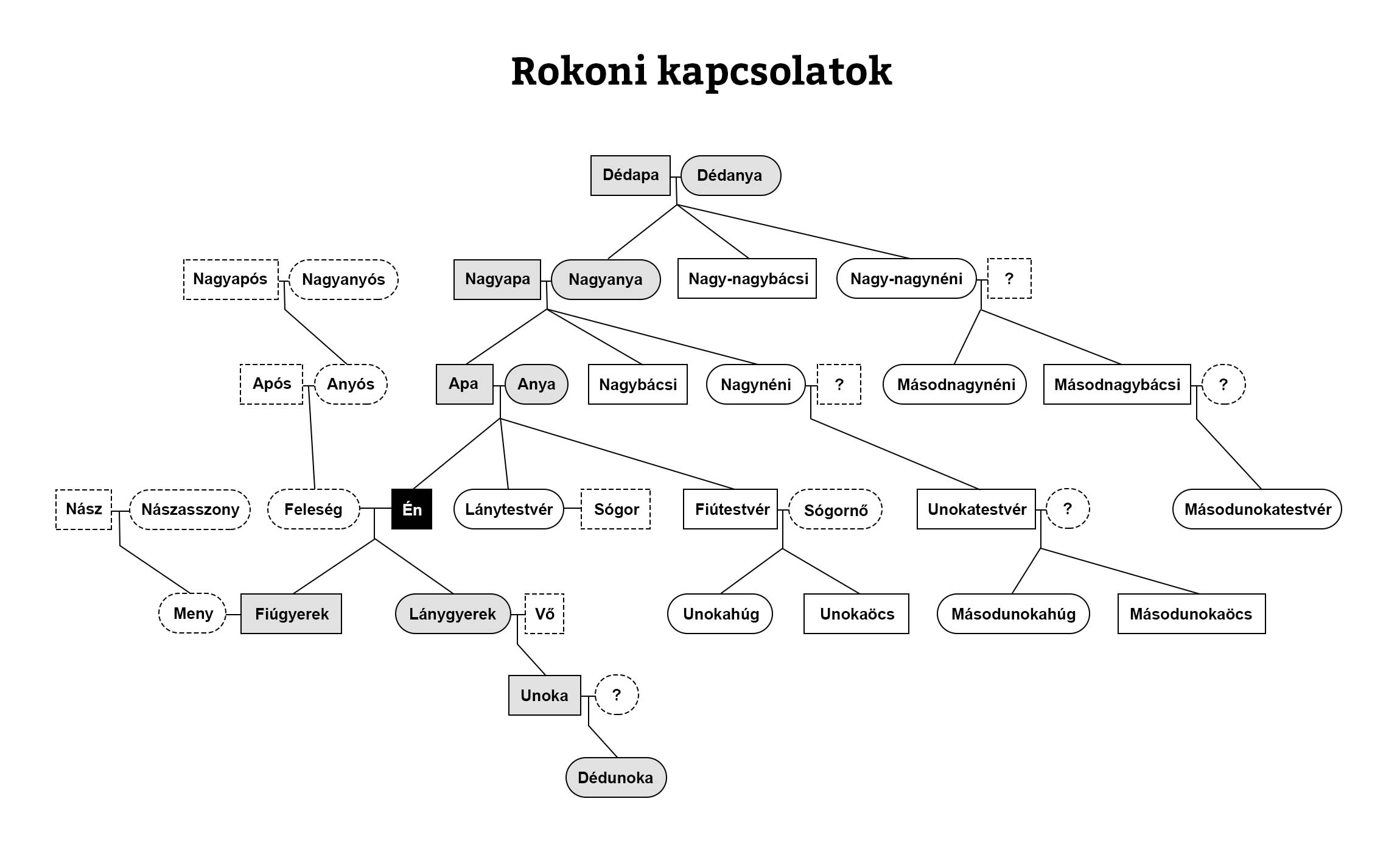
Legfontosabb rokoni kapcsolatok vizuális ábrázolása.

Rokonnak nevezzük azokat az embereket, akik egy családba tartoznak. A Magyar néprajzi lexikon szerint az alábbi rokonsági típusokat különböztethetjük meg:
- Vérrokonság: leszármazás útján létrejött rokoni kapcsolat. A vérrokonságba nemcsak a vér szerinti rokonok, le- és felmenők, hanem az adoptáció (örökbefogadás) útján bekerültek is beleszámítanak.
- Házassági rokonság: házasság útján létrejövő rokoni kapcsolat, a házasság révén a két rokonsági csoport tagjai passzívan, elhatározásuktól függetlenül kerülnek rokoni kapcsolatba.
- Műrokonság: Nem vérrokon személyek szabad elhatározásukból a rokonsággal egyenértékű kapcsolata, amelyet valamilyen aktussal megerősítenek, az egész közösség tudomására hozzák s a kapcsolat konzekvenciáit viselik. A műrokonság nem azonos a házassági rokonsággal, nem érinti a két egyén rokonait (pl.: keresztszülőség/komaság, tejtestvérség, vértestvérség).

## Jogi értelemben
A jogi nyelv a rokon helyett főleg a közeli hozzátartozó kifejezést használja.

## Rokoni viszonyok
Az egy családból való embereket rokonsági fokuk alapján különböző nevekkel jelöljük. (Egyes elnevezéseknek több változata is van.) A rokonsági fokok és kapcsolatok az európai (nyugati) típusú társadalmakban általában az alábbiak szerint alakulnak.

### Vérrokonság
- Egyenes ági:
  - szülői rokonság (felmenői ág – apai ág, anyai ág):
    - 1. fok: szülő: apa, anya (valakinek az apja, anyja; édesapa, édesanya; bizalmas: apu – valaki apukája, anyu – valaki anyukája;
    - 2. fok: nagyszülő: nagyapa, nagyanya (bizalmas: nagypapa, papa, papi; erdélyi dialektusokban: tata; nagymama, mama, mami, nagyi)
    - 3. fok: dédszülő: dédapa, dédanya (bizalmas: dédpapa, dédmama, dédi)
    - 4. fok: ükszülő: ükapa, ükanya (bizalmas: ükpapa, ükmama)
    - 5. fok: szépszülő: szépapa, szépanya (bizalmas: széppapa, szépmama)
    - 6. foktól: ős, előd vagy felmenő: ősapa, ősanya

  - leszármazási rokonság (lemenői ág):
    - 1. fok: gyermek: fiúgyerek, lánygyerek (valakinek a gyereke – fia, lánya)
    - 2. fok: unoka: fiúunoka, lányunoka
    - 3. fok: dédunoka: fiúdédunoka, lánydédunoka
    - 4. fok: ükunoka: fiúükunoka, lányükunoka
    - 5. fok: szépunoka: fiúszépunoka, lányszépunoka
    - 6. foktól: leszármazott, utód vagy lemenő: fiúutód, lányutód
- Oldalági:
  - testvér:
    - fiútestvér vagy fivér
      - báty: valakinek az idősebb fiútestvére
      - öcs: valakinek a fiatalabb fiútestvére

    - lánytestvér vagy nővér (ez utóbbi ma már az idősebb lánytestvért jelenti)
      - nővér vagy néne: valakinek az idősebb lánytestvére
      - húg: valakinek a fiatalabb lánytestvére

    - féltestvér: két vagy több valaki, akiknek egyik szülője megegyezik, a másik eltér

  - unokaöcs, unokahúg: valaki testvérének a fia vagy lánya (régebben kisöcs, kishúg)
  - unokatestvér: szülők testvérének gyermeke (unokafivér és unokanővér, illetve valaki unokabátyja, unokaöccse, unokanénje vagy unokahúga)
    - másodunokatestvér vagy dédunokatestvér: nagyszülők testvérének unokája
    - harmadunokatestvér vagy ükunokatestvér: dédszülők testvérének dédunokája
    - negyedunokatestvér vagy szépunokatestvér: ükszülő testvérének ükunokája
    - ötödunokatestvér: szépszülő testvérének szépunokája
    - stb.

  - nagybácsi (valaki nagybátyja vagy nagybácsikája): szülő fiútestvére
  - nagynéni (valaki nagynénje vagy nagynénikéje): szülő lánytestvére (napjainkban a köznyelv a valamely szülő férfi testvérének feleségére is használja, de az ő helyes megnevezése az ángy)
  - nagy-nagybácsi: valaki nagy-nagybátyja vagy nagy-nagybácsikája): nagyszülő fiútestvére
  - nagy-nagynéni: valaki nagy-nagynénje vagy nagy-nagynénikéje): nagyszülő lánytestvére
  - dédnagybácsi: valaki dédnagybátyja vagy dédnagybácsikája): dédszülő fiútestvére
  - dédnagynéni: valaki dédnagynénje vagy dédnagynénikéje): dédszülő lánytestvére
  - üknagybácsi: valaki üknagybátyja vagy üknagybácsikája): ükszülő fiútestvére
  - üknagynéni: valaki üknagynénje vagy üknagynénikéje): ükszülő lánytestvére
  - szépnagybácsi: valaki szépnagybátyja vagy szépnagybácsikája): szépszülő fiútestvére
  - szépnagynéni: valaki szépnagynénje vagy szépnagynénikéje): szépszülő lánytestvére
  - ősnagybácsi: valaki ősnagybátyja vagy ősnagybácsikája): ősszülő fiútestvére
  - ősnagynéni: valaki ősnagynénje vagy ősnagynénikéje): ősszülő lánytestvére
  - másodnagybácsi, unokabácsi vagy unokanagybácsi (valaki unokanagybátyja vagy unokanagybácsikája) szülő fiúunokatestvére
  - másodnagynéni, unokanéni vagy unokanagynéni (valaki unokanagynénje vagy unokanagynénikéje): szülő lányunokatestvére
  - harmadnagybácsi: szülő fiúmásodunokatestvére
  - harmadnagynéni: szülő lánymásodunokatestvére
  - másodunokaöcs, másodunokahúg: valaki unokatestvérének a fia vagy lánya
  - harmadunokaöcs, harmadunokahúg: valaki másodunokatestvérének a fia vagy lánya

```
                Szépapa vagy Szépanya
                          |
                          |
                  Ükapa vagy Ükanya
                          |
                          |
                 Dédapa vagy Dédanya
         _________________|_________________
        /                                   \ 
  Nagyapa vagy                          Nagyapa vagy
Nagyanya testvére 
(nagy-nagybácsi vagy nagy-nagynéni)           Nagyanya
       |                   __________________|___________________
       |                  /                  |                   \
 Apa vagy Anya      Nagybácsi           Apa vagy Anya          Nagynéni
 unokatestvére        (ffi)                  |                  (nő)
       |                |               _____|______________
       |                |              /                    \
Másodunokatestvér   Unokatestvér     ÉN                   Testvér
(dédunokatestvér)   (ffi vagy nő)     |                 (férfi vagy nő)
  (ffi vagy nő)                       |                 _____|_____
                                      |                /           \
                                  Gyer(m)ek        Unokaöcs*    Unokahúg*
                                (ffi vagy nő)       (fiú)        (lány)
                                      |
                                      |             * – Az unokaöcs és unokahúg
                                    Unoka               megnevezés kétértelmű lehet,
                                (ffi vagy nő)           mindkettő értelmezhető 
                                      |                 unokatestvérként is.
                                      |
                                   Dédunoka
                                (ffi vagy nő)
                                      |
                                      |
                                   Ükunoka
                                (ffi vagy nő)
                                      |
                                      |
                                   Szépunoka
                                (ffi vagy nő)
```

A régebbi könyvek olvasása során az itt leírtak nem feltétlenül igazak. Egy 1897-ben megjelent könyvben az ősök sora még így nézett ki: Apa – Nagyapa – Szépapa – Dédapa.

### Házassági rokonság
A házasság során kialakuló rokoni viszonyok megnevezése:
- férj, feleség
- sógor (eredetileg süv): lánytestvér férje, illetve a házastárs fiútestvére; tágabb értelemben valamely női vérrokonnak a férje
- sógornő: fiútestvér felesége, illetve a házastárs lánytestvére
- após (ipa vagy ipam): házastárs apja
- anyós (napa vagy napam): házastárs anyja
- nagyapós: házastárs nagyapja
- nagyanyós: házastárs nagyanyja
- nász (-uram), nászasszony: gyermekének az apósa, anyósa
- apatárs, anyatárs (Erdélyben): apósok és anyósok közti egyenes megszólítás (a nász szó helyett)
- meny: fiúgyermek felesége
- vő: lánygyermek férje
- vőtárs: két megházasodott leánygyermek férjei /Vas és Fejér megye/
- menytárs: két megházasodott fiútestvér feleségei
- ángy (valaki ángya vagy ángyókája): valamely férfi vérrokonnak a felesége

```
                                          Após       Anyós
                                          (ffi)       (nő)
                                             \_________/
                                     _____________|_________________________
                                    /                        |              \
Nász  oo  Nászasszony     ÉN  oo  Férj (ffi) vagy          Sógor*         Sógornő*
(ffi)         (nő)             \          Feleség (nő)     (ffi)            (nő)
    \___________/               \_________/
          |             _____________|_____________
          |            /                           \
         Meny  oo  Gyermek                      Gyermek  oo  Vő
         (nő)       (ffi)                         (nő)      (ffi)

oo – házasság jele
* – A sógor és sógornő megnevezéseket a házastárs testvérének
házastársára is szokás használni (pl.: a feleségem öccse a
sógorom, de az ő feleségét is hívhatom sógornőmnek.
```

### Műrokonság vagy álrokonság
- koma, komaasszony, komaúr, kománé: keresztszülő és szülők közti kapcsolat.
- mostohaszülő: szülő új házastársa
  - mostohaapa vagy nevelőapa: valaki anyjának új férje
  - mostohaanya vagy nevelőanya: valaki apjának új felesége

### Terjengős megjelölések
Gyakori fogalmazás a nagyapa, nagypapa, nagyanya, nagymama mintájára a dédnagyapa, dédnagypapa, üknagyapa, üknagypapa, szépnagyapa, szépnagypapa, dédnagyanya, dédnagymama, üknagyanya, üknagymama, szépnagyanya, szépnagymama kifejezés, talán a német Großmutter és Urgroßmutter, illetve az angol grandmother és great-grandmother kifejezések hatására. Ezeket a szavakat egyesek helytelenítik.[forrás?]